# 温妮·莱恩
温妮·莱恩（挪威語：Unni Lehn，1977年6月7日—），挪威女子足球运动员。她曾代表挪威国家队参加2000年夏季奥林匹克运动会足球比赛，获得一枚金牌。她也曾参加1999年和2003年世界杯女子足球赛。